# Wuosthorn
Das Wuosthorn ist ein 2815 m ü. M. hoher Berggipfel im Kanton Graubünden in der Schweiz.
Der wenig selbständige Gipfel ist die höchste Erhebung eines in nordwestlicher Richtung verlaufenden Grates zwischen dem südlichen Sertigtal und dem nördlichen Dischmatal in der Landschaft Davos. In Richtung Nordwest verläuft ein Grat zum Jakobshorn, welcher nie unter 2560 Meter fällt. In Richtung Südost gelangt man zum Bocktenhorn (3044 m) und noch weiter zum Chüealphorn (3077 m) über dem Sertigpass. In dieser Richtung unterschreitet der Grat nie die Höhe von 2620 Metern. Das ganze Gebiet liegt auf Gemeindegebiet der Gemeinde Davos.

## Gipfel
Das Wuosthorn erreicht streng genommen selber nicht die Selbständigkeit eines Hauptgipfels. Es überragt aber die weiteren nördlichen Nebengipfel Tellihorn (2683 m), Börterhorn (2697 m) sowie dessen namenlosen Vorgipfel auf 2549 Metern, weiter das in zweieinhalb Kilometern Entfernung nordwestlich auf dem Grat liegende Jatzhorn (2682 m) und das wegen der bahntechnischen Erschliessung bekanntere Jakobshorn mit 2590 Metern sowie auch das südliche Gfroren Horn (2747 m).